# أرمينيا الغربية

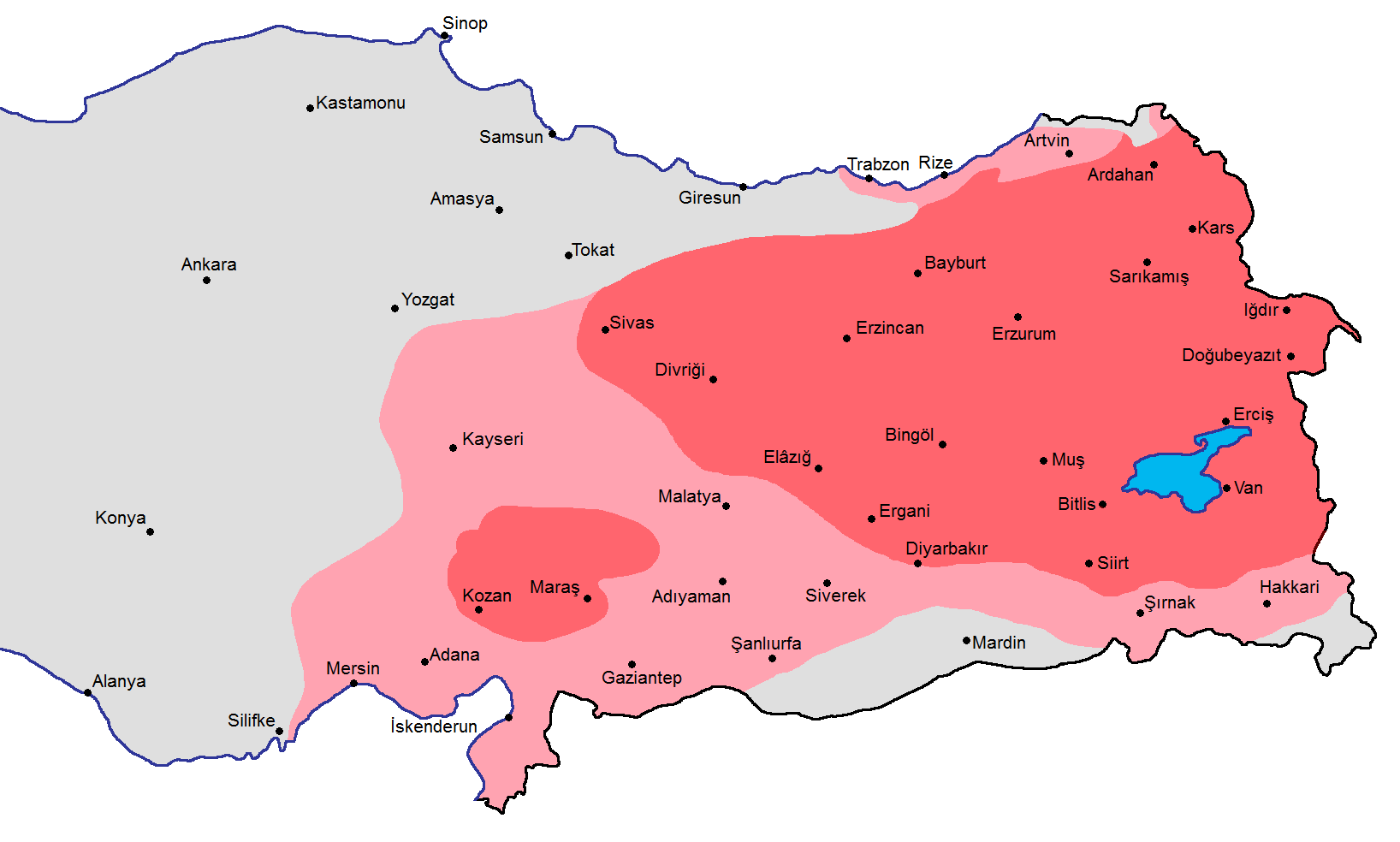
توزيع الأرمن في مطلع القرن السابع عشر، بعد مرور بضعة عقود على وقوعها في يد العثمانيين، داخل الحدود الحالية لتركيا:
أغبية أرمنية

أرمينيا الغربية (بالأرمنية الغربية: Արեւմտեան Հայաստան, Arevmdian Hayasdan) هو مصطلح يُستخدم للإشارة إلى الأجزاء الشرقية من تركيا (المعروفة سابقُا باسم الإمبراطورية العثمانية) التي كانت تتبع الموطن التاريخي للأرمن. ظهرت أرمينيا الغربية، ويُشار إليها أيضُا باسم أرمينيا البيزنطية، عقب انقسام أرمينيا الكبرى إلى الإمبراطورية البيزنطية (أرمينيا الغربية) وبلاد فارس الساسانية في القرن 387 قبل الميلاد.